# Dispersed Ashes
Dispersed Ashes ist eine 2009 gegründete Depressive-Black-Metal- und Funeral-Doom-Band.

## Geschichte
Der als bildender Künstler sowie in der Metal-Szene als Cover-Künstler aktive, damals in Deutschland lebende, Mark Thompson begann 2009 selbst Musik zu komponieren. Dispersed Ashes entwickelte sich zügig zu einer Erweiterung seines Schaffens, wodurch sich seine visuellen und musikalischen Kompositionen verbinden und gegenseitig inspirieren. Als solche blieb Dispersed Ashes sein alleiniges Studio-Projekt mit welchem er Auftritte kategorisch ausschloss.
Noch im Jahr 2009 veröffentlichte er die Demoaufnahmen Earth and Dust und Scattered Traces. Letzteres bereits in Kooperation mit dem Label Naturmacht Productions, für das er sich häufig als Cover-Künstler betätigte. Seither veröffentlichte er in unbestimmten Abständen mehrere Alben und Split-Veröffentlichungen in Kooperation mit Firmen wie Naturmacht Productions, Maltkross Productions und Nykta Records. Als Split-Partner fungierten Gruppen wie Gravsorg, Infinite Grievance und Grave Solace.

## Stil
In einer Banddarstellung für das Webzine Doom-Metal.com wird die von Dispersed Ashes präsentierte Musik als „kalter, klaustrophobischer und trostloser Funeral Doom“ mit einer Nähe zum Depressive Black Metal kategorisiert. Die Produktion der Musik sei roh und körnig, das Songwriting indes repetitiv mit langen simplen Instrumental-Passagen. Die Kompositionen ergehen sich in „schleppend[en], lange[n] Klangbilder[n, die] sich fast monoton durch jedes Stück“ ziehen. Das Schlagzeug fungiert als einfach gehaltener Grund für die Wirkung des Gitarrenspiels. Dies kombiniere wuchtige Riffs mit akustischen Passagen. Der Gesang wird derweil als ein „gedämpftes Flüstern von Flüchen“, eine „heiser-flüsternde“ Stimme die sowohl singt als auch spricht, umschrieben.

## Diskografie
- 2009: Earth and Dust (Demo, Selbstverlag)
- 2009: Scattered Traces (Demo, Naturmacht Productions)
- 2010: An Arithmetic of Souls (Album, Maltkross Productions)
- 2010: In Memoriam (Split-Album mit Infinite Grievance und Grave Solace, Naturmacht Productions)
- 2012: Gravsorg/Dispersed Ashes (Split-Album mit Gravsorg, Nykta Records)
- 2012: The Nature of Things (Album, Naturmacht Productions)
- 2018: Optical Memory (Album, Selbstverlag)